# La guerra dei bottoni (film 1962)
La guerra dei bottoni (La Guerre des boutons) è un film del 1962, diretto da Yves Robert e tratto dall'omonimo romanzo di Louis Pergaud.

## Trama
Nella campagna francese c'è una guerra in corso tra i ragazzi di Longeverne, i caimani, e quelli di Velrans, i falchi. Si combatte nel bosco, a fine scuola, per motivi che non si sanno, ormai dimenticati. Attacchi a sorpresa, rapimenti e strategie militari: le bande ogni giorni lottano, cadono, si sporcano, fanno prigionieri e vengono fatti prigionieri. Ma non sono semplici prigionieri perché a fine guerra vengono liberati ma non prima di aver perso tutti i bottoni, trattenuti dal nemico come trofeo di guerra. Gli sfortunati ritornano a casa con i calzoni in mano rassegnati alla punizione che li attende, molto spesso più violenta della battaglia appena finita. Vi sono varie battaglie e ingegnose tecniche di combattimento.
I falchi vincono la penultima battaglia grazie al loro cavallo e insieme ristrutturano una casa e la trasformano in base segreta che viene distrutta dai caimani usando un trattore rubato A trovare l'ingegnosa soluzione per affermare la loro superiorità è il capo Roberto, svogliato e pagliaccio in classe ma generale risoluto in battaglia. Per evitare la eventuale perdita dei bottoni, prende la decisione che si combatterà nudi. Il film termina nel collegio dove sono stati mandati entrambi i capi banda, Roberto ed Enrico, rispettivamente per non aver studiato e per cattivo comportamento e per aver rotto il trattore nuovo del padre durante la guerra finale; i due faranno pace e giocheranno insieme al collegio.

## Remake
Del film sono stati realizzati tre remake:
- La guerra dei bottoni (War of the Buttons), regia di John Roberts (1994)
- La Guerre des boutons, regia di Yann Samuell (2011)
- La guerra dei bottoni (La Nouvelle Guerre des boutons), regia di Christophe Barratier (2011)